# Arbre à encens
Boswellia sacra
Pour les articles homonymes, voir Daniellia ogea.
Espèce
Classification phylogénétique
L'arbre à encens (Boswellia sacra) est un arbre de la famille des Burséracées. Il est le principal représentant du genre Boswellia, d'où est extrait l'encens.
Synonyme : Boswellia carteri Birdwood

## Description
Cette espèce de Boswellia est un petit arbre à feuilles caduques d'une hauteur de 2 à 8 m, qui comporte un ou plusieurs troncs. L'écorce à texture de papier pèle facilement. Les feuilles composées et imparipennées (nombre impair de folioles) sont rassemblées en touffes au bout des branches. Les petites fleurs d'un blanc jaunâtre apparaissent en racèmes à l'aisselle des feuilles. Elles sont composées de cinq pétales, de dix étamines et d'un calice à cinq dents. Le fruit est une capsule d'environ 1 cm de long. Les jeunes branches sont recouvertes de duvet.
Les individus qui croissent sur des pentes escarpées développent un renflement en forme de coussin à la base du tronc qui adhère au rocher et leur assure une certaine stabilité.

## Aire de répartition
L'arbre à encens se retrouve en Somalie, en Éthiopie, au Yémen, à Djibouti et à Oman. Certains auteurs considèrent que la variété somalienne est une espèce distincte du nom de B. carteri.

## Habitat
Cet arbre pousse dans les régions sèches du nord-est de l'Afrique et du sud de la péninsule Arabique. Il tolère les situations très exposées et on le retrouve souvent sur les pentes rocheuses et dans les ravins, jusqu'à une altitude d'environ 1 200 m. Il préfère les sols calcaires.

## Utilisation
Le Boswellia sacra est l'une des principales espèces de Boswellia dont on tire l'encens. La résine est récoltée en pratiquant une incision peu profonde dans le tronc ou les branches de l'arbre et en retirant une étroite bande d'écorce. Il s'en écoule une sève laiteuse, qui coagule au contact de l'air et que l'on ramasse ensuite à la main.

### Utilisation médicinale
Longtemps délaissée par les médecins et les phytothérapeutes européens, la résine du boswellia est un anti-inflammatoire puissant,.

## Galerie

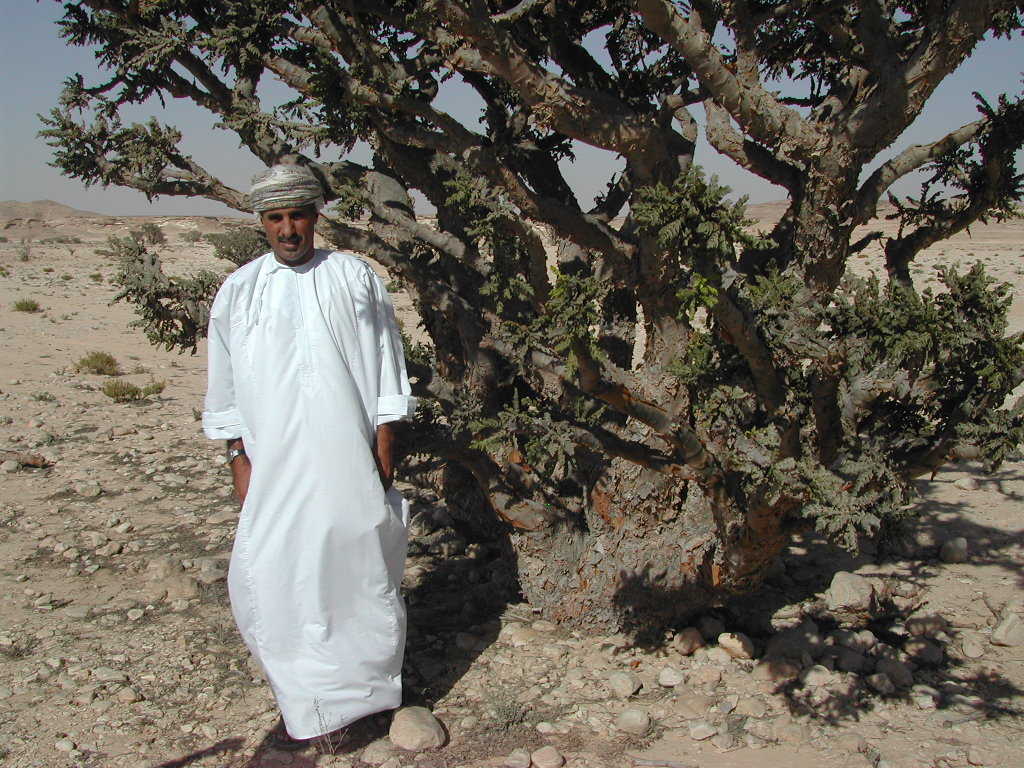
Arbre à encens dans le sultanat d'Oman
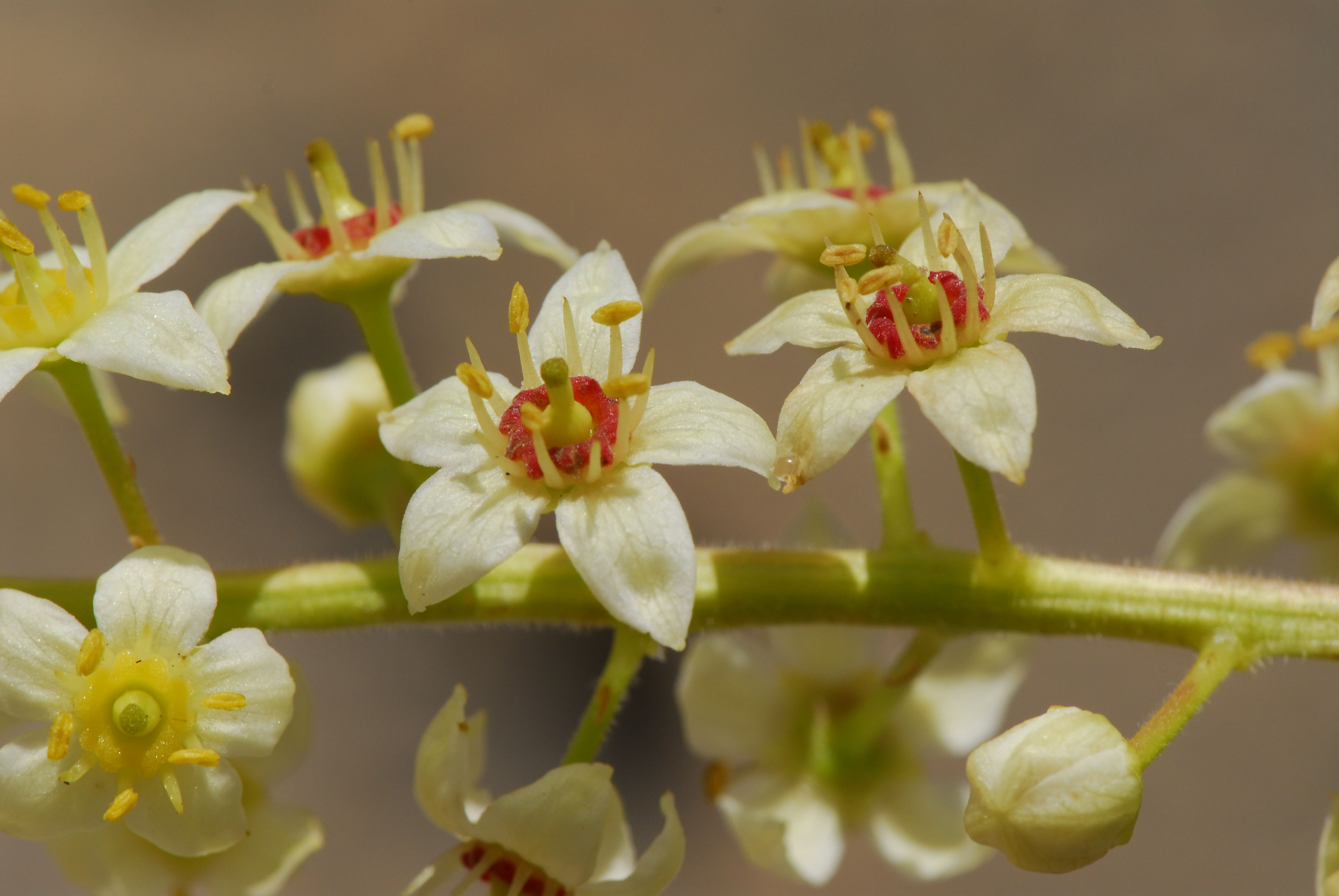
Le miel de ses fleurs est également très apprécié
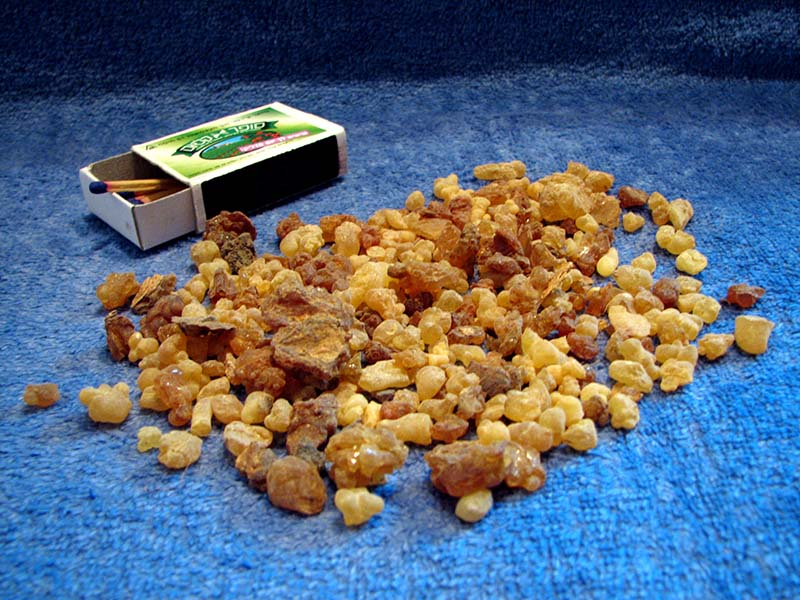
Larmes de résine séchée
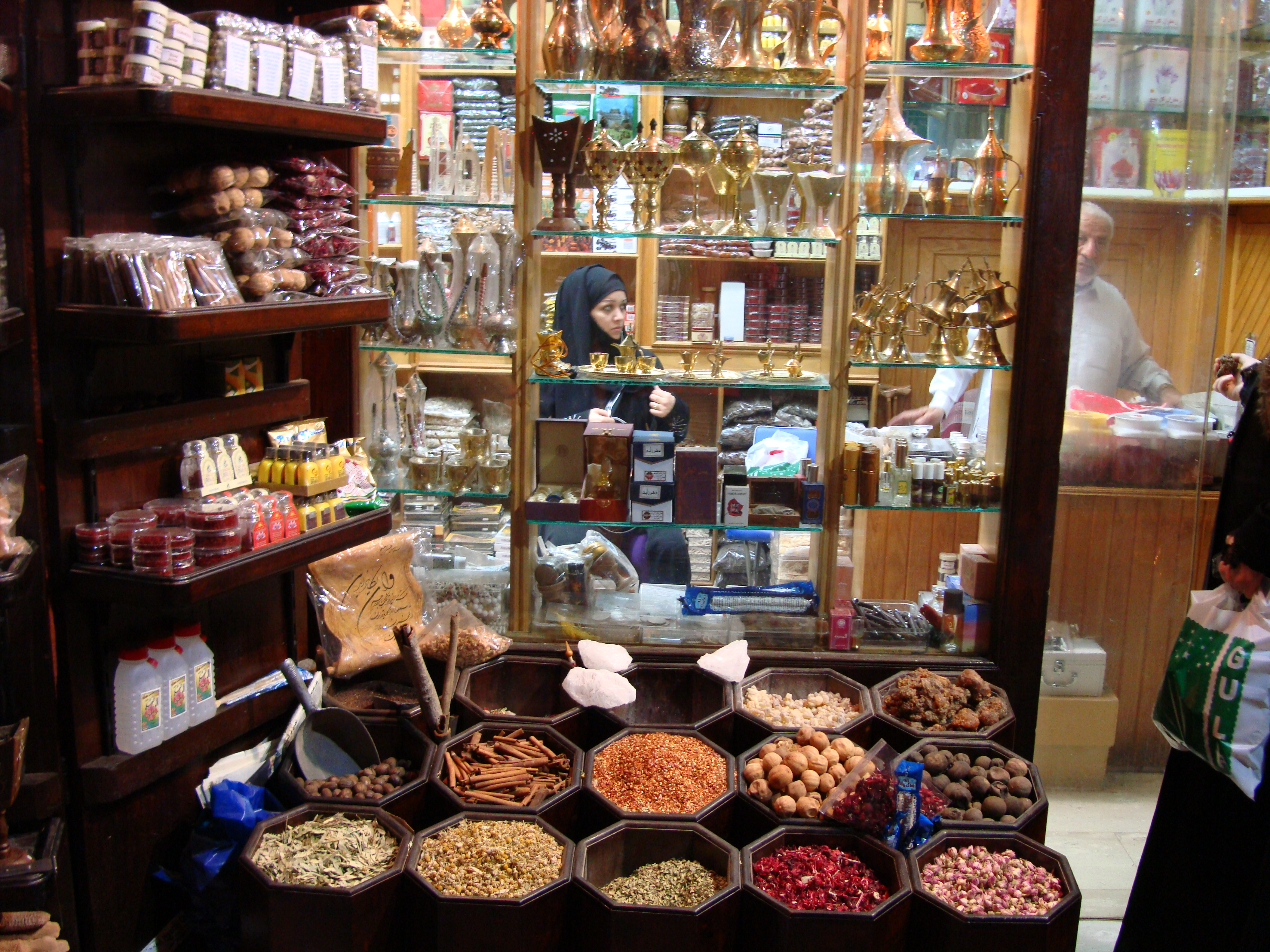
L'encens du Boswellia sacra est présent dans de nombreuses échoppes du Moyen-Orient